# Shively (Kentucky)

Lage von Shively (rot) im Jefferson County

Shively ist eine Kleinstadt im US-Bundesstaat Kentucky. Die Stadt im Jefferson County ist ein Vorort von Kentuckys größter Stadt Louisville. Das U.S. Census Bureau hat bei der Volkszählung 2020 eine Einwohnerzahl von 15.636 ermittelt.

## Geschichte

### Gemeindefreie Siedlung
Die ersten europäischen Siedler kamen 1780 in das Gebiet des heutigen Shively. Überliefert sind die Namen William Pope, Abner Field und Jacob Shively. Ein Christian Shively errichtete 1810 eine Mühle und eine Wirtschaft an der Stelle. Das Rasthaus wurde ein wichtiger Haltepunkt auf der Straße von Louisville nach Salt River und später auf dem Louisville and Nashville Turnpike. Seit 1831 gab es einen regelmäßigen Service mit Postkutschen, der in den 1870ern durch die Elizabethtown and Paduca Railroad abgelöst wurde.
In der zweiten Hälfte des 19. Jahrhunderts begann auch die Bevölkerung des damals gemeindefreien Gebietes zu wachsen. Vor allem kamen Einwanderer aus Deutschland, die dort Bauernhöfe errichteten. Deutschstämmige Einwohner der Gegend errichteten auch 1897 die katholische Kirche St. Helens, viele Einwohner begannen die Siedlung als St. Helens zu bezeichnen. 1902 eröffnete ein Postamt. Da der Name St. Helens schon durch eine Stadt im nahe gelegenen Lee County belegt war, entschied sich die Post für die Bezeichnung Shively.
1926 entstand die erste Rennstrecke für Autos auf dem Dixie Highway auf dem Gebiet von Shively. Die Tribüne fasste 6500 Zuschauer und auf der Strecke fanden viermal im Jahr Rennen statt.

### Stadtgründung und Whiskey-Destillerien
Nach dem Ende der Prohibition erlebte Louisville einen Boom an Whiskeybrennereien. Viele davon siedelten sich knapp außerhalb des Stadtgebiets an, in dem Gebiet, das Shively werden sollten. Zwischen 1933 und 1940 entstanden dort die Stitzel-Weller-Distillery, Glencoe, eine Destillery von Seagram, Hill and Hill, Old Kentucky (später Early Times Distillery), Four Roses und Taylor and Williams (später: Glenmore).
1938 gründete sich Shively als Stadt mit 1054 Einwohnern, vor allem auf Grund der im Gebiet ansässigen Whiskeydestillerien, die nicht die Steuersätze von Louisville zahlen wollten und die Eingemeindung in die Großstadt befürchteten. Durch die damals sehr ertragreichen Destillerien verfügte Shively über ein hohes Steuereinkommen und war ein vermögender Vorort von Louisville mit einem starken Wachstum. Von 1950 bis 1960 wuchs die Zahl der Einwohner Shivelys von 2.400 auf 15.000.

### Verteidiger der Rassentrennung
Bis in die Mitte der 1950er-Jahre hinein war Shively ein rein weißer Vorort, in dem keine Afroamerikaner wohnten. In einer White flight zogen Einwohner aus Louisville nach Shively, um unter sich zu bleiben. In den 1950ern begann sich die strikte Segregation in den Südstaaten aufzuheben. Die „Brown v. Board of Education“-Fälle vor dem Gerichtshof der Vereinigten Staaten untersagten die Segregation von Schulen und erste Afro-Amerikaner drangen in Bereiche vor, die bisher nur Weißen vorbehalten waren.
1954 versuchte das afro-amerikanische Ehepaar Andrew und Charlotte Wade nach Shively zu ziehen. Die beiden erwarteten ein zweites Kind und fanden ihr Traumhaus in Shively. Da sie es als unmöglich einschätzten, einen Verkäufer für ein Haus zu finden, fragten sie Freunde und politisch Mit-Engagierte in Carl und Anne Braden aus Louisville. Diese kauften in Shively ein Haus und verkauften es sofort an die Wades weiter. Nur fünf Tage nach dem Einzug der Wades, am 15. Mai 1954, flogen Steine durch das Fenster der Wades, während die Bradens zahlreiche Drohungen erhielten, unter anderem die Androhung, dass ihr Heim „in die Luft fliegen“ würde. Am 16. Mai wurden Schüsse auf das Haus der Wades abgefeuert während auf dem Nachbargrundstück ein brennendes Kreuz, das Zeichen des Ku Klux Klans errichtet wurde. Am 21. kündigte die Versicherungsgesellschaft ohne Angabe von Gründen alle Verträge von Wade und Ende des Monats forderte die Bank unverzüglich das gegebene Darlehen für das Haus zurück. Am 27. Juni 1954 explodierte eine Bombe unter dem Haus der Wades.
Die Gemeinde verhielt sich abwartend bis sympathisierend gegenüber den Angreifern. Priester der ansässigen Kirchen verbrachten während einer Radiosendung deutlich mehr Zeit damit die Bradens für ihr Verhalten zu rügen, als die Bombenleger. Die örtliche Zeitung das Louisville Courier-Journal verteidigte in seinen Artikeln die Rechte der Weißen gegen die Ansiedlung von Afroamerikanern zu protestieren und griff die Bradens für ihr Verhalten an. Die Shively Newsweek beschuldigte die Bradens verlogen zu sein, und durch ihr heimlichtuerisches Verhalten Chaos und Blutvergießen zu provozieren, und durch die Hintertür den Kommunismus einführen zu wollen. Ein Gerichtsverfahren, das die Wades wegen des Bombenanschlags anstrengten, kam zu dem Beschluss, dass dies eine Aktion der Wades selbst gewesen sei, um kommunistischen Aufruhr anzuheizen. Ein Gericht erster Instanz verurteilte Carl Braden zu 15 Jahren Haft wegen der Provokation von Rassenunruhen.
Ende 1957 zogen die Wades aufgrund von Sorge um ihre Sicherheit aus dem Haus wieder aus.
Noch 1971 begann sich die erste organisierte Gruppen gegen Busing in Shively zu gründen. Busing sollte afroamerikanische Schülern mit Bussen in weiße Schulen bringen, um die de facto weiterhin stattfindende Segregation in den Schulen aufzuheben. 1971 gründete sich die Organisation Save Our Community Schools. Die Organisation wollte bekämpfen, dass Busing in Kentucky eingeführt wird, veranstaltete Demonstrationen und Petitionen an das Parlament von Kentucky.

### Krise von 1970 bis 2000
Ende der 1970er traf die Whiskeyhersteller eine schwere Absatzkrise. In Shively schlossen Betriebe oder Unternehmen legten Destillerien zusammen und zogen diese aus Shively ab. Ende der 1980er waren nur noch Stitzel-Weller und die Early Times Distillery in Shively aktiv, Stitzel-Weller stellte in den 1990ern das Whiskeybrennen ein und dient heute nur noch als Lagerhaus zur Reifung des Whiskeys. Die Bevölkerungszahl sank von knapp 20.000 im Jahr 1970 auf 15.000 im Jahr 1990. Auch der Versuch durch die Eingemeindung des Vororts Pleasure Ridge Parks eine Wende einzuleiten schlug fehl, da sich die Einwohner vom Pleasure Ridge erfolgreich gegen die Eingemeindung wehrten. Im selben Jahr führte ein Skandal um einen korrupten Polizeichef, der Prostitution im Ort gefördert hatte, zum Spitznamen „Lively Shively“ für die Stadt.
Erst durch eine neue Renaissance des Bourbon Whiskeys seit der Jahrtausendwende kehrte sich der Trend wieder leicht um. Die verbliebenen Destillerien bauten neue Kapazitäten auf, teilweise siedelten sich wieder neue Betriebe an oder errichteten Besucherzentren.

## Bevölkerung
Bei der Bevölkerungszählung 2010 hatte Shively 15.264 Einwohner, bis im Jahr 2013 war die Zahl auf 15.592 gestiegen. Der Anteil der African Americans lag 2010 bei 48,6 % und damit weit über dem Schnitt im gesamten Kentucky, der bei 7,8 % lag. Durchschnittseinkommen, Zahl der College-Absolventen und der Anteil der Hauseigentümer lag zum Teil deutlich unter den entsprechenden Zahlen in Kentucky.

## Verkehr
Shively liegt an der Kreuzung der überregionalen Straßen U.S. 31 und Interstate 264.